# 蒋仁

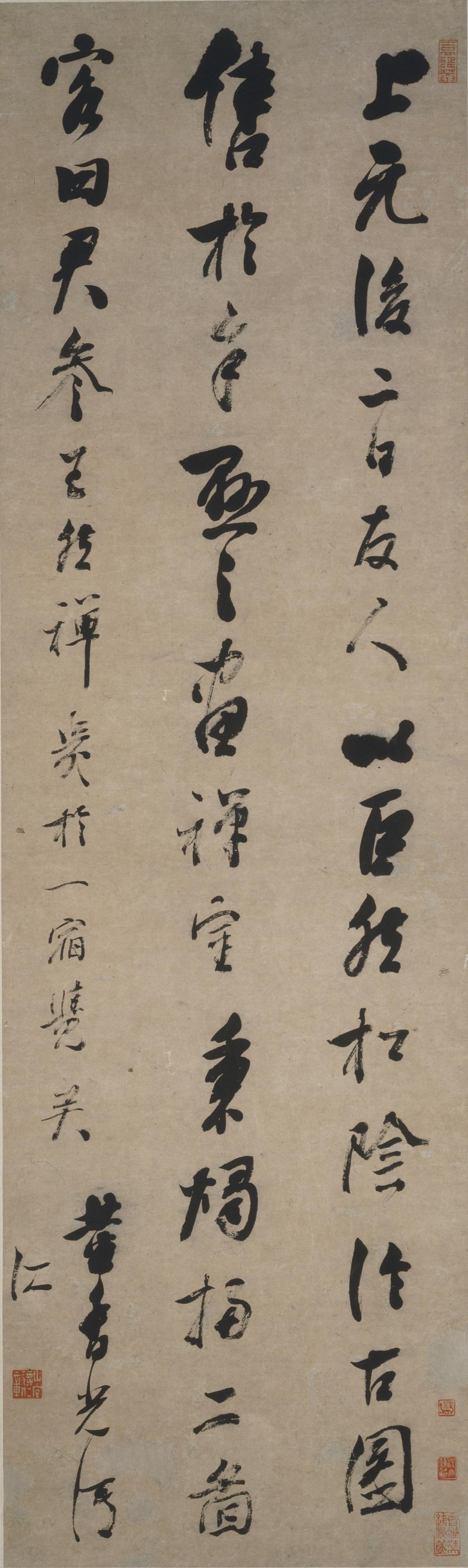
行书董其昌语轴

蔣仁（1743年—1795年），初名泰，後更名仁，字階平，號山堂、吉羅居士、女床山民、銅官山民、太平居士、罨畫溪山院長，齋號磨兜堅室、吉羅庵，浙江杭州府仁和縣（杭州）人，清代篆刻家。

## 生平
一生布衣，篆刻以丁敬為宗，又有新意，以樸拙取勝，“人品绝高，自秘其技，不肯轻易为人作，故流传绝少”。與丁敬、黃易、奚岡齊名，為“西泠八家”之一。性情孤僻，寡言笑，終身與世隔絕。由好友邵志纯为其晚年摹划生计。善書法，彭紹升推為當代第一。